# 有賀健
有賀 健（あるが けん、1951年2月24日 - ）は、ラグビーの元日本代表選手。ポジションは左ウィング。

## 来歴
現役のころは小兵ながらも自分よりはるかに大きい選手をすさまじいタックルでひっくり返していた。日川高校の教え子でもある日本ラグビー史に残る梶原宏之すら驚くほどのタックラーだったという。
山梨県出身。日川高校から日本体育大学（以下、日体大）に進んだ。入学した年度となる1969年度のシーズンにおいて、日体大は関東大学ラグビー対抗戦、大学選手権、日本選手権をすべて初制覇したが、いずれもメンバーの一員として名を連ねた。
日体大卒業後、リコーに加入。1973年度の全国社会人大会及び日本選手権の両大会制覇に貢献。1974年のニュージーランド学生代表クラブ（NZU）戦が日本代表としての初キャップ試合となった。キャップ数は15。
現役引退後、山梨県の公立高等学校教員（地方公務員）となり、山梨県立日川高等学校、山梨県立石和高等学校などで体育教師を務め、2011年3月に定年退職した。母校である日川高校の教師時代には、同校ラグビー部を花園常連校・強豪校に育てあげた実績を持つ。山梨県ラグビーフットボール協会理事長。クリーンファイターズのチームアドバイザー。
2005年度の関東学院大学ラグビー部主将で、サントリーサンゴリアスでプレーした有賀剛は長男。また、親子ともども日本代表選手である。